# Coupe du monde de baseball 1994
La Coupe du monde de baseball 1994 est la 32e édition de cette épreuve mettant aux prises les meilleures sélections nationales. La phase finale s'est tenue du 3 au 14 août 1994 au Nicaragua.

## Format du tournoi
Les seize équipes participantes sont divisées en deux groupes de huit. Chaque sélection joue contre les sept autres équipes de son groupe lors du premier tour. Les quatre meilleures équipes se qualifient pour la phase finale à élimination directe (quarts de finale, demi-finales, finales et matchs de classement). Si une équipe mène de plus de 10 points après le début de la 7e manche, le match est arrêté (mercy rule).

## Classement final
| Pl.                | Sélection        |
| ------------------ | ---------------- |
| Médaille d'or      | Cuba             |
| Médaille d'argent  | Corée du Sud     |
| Médaille de bronze | Japon            |
| 4                  | Nicaragua        |
| 5                  | Panama           |
| 6                  | Taïwan           |
| 7                  | Italie           |
| 8                  | États-Unis       |
| 9                  | Australie        |
| 10                 | Pays-Bas         |
| 11                 | Porto Rico       |
| 12                 | Colombie         |
| 13                 | Rép. dominicaine |
| 14                 | Canada           |
| 15                 | Suède            |
| 16                 | France           |

## Résultats

### Premier tour

#### Groupe A
| Date   | Heure | Stade   | Recevant               | Visiteur               | Score  | Notes     |
| ------ | ----- | ------- | ---------------------- | ---------------------- | ------ | --------- |
| 3 août | 11h00 | Leon    | Italie                 | République Dominicaine | 0 - 4  |           |
| 3 août | 13h30 | Masaya  | Australie              | Taiwan                 | 9 - 12 |           |
| 3 août | 13h00 | Granada | France                 | Cuba                   | 1 - 24 | 7 manches |
| 3 août | 20h00 | Managua | Colombie               | Nicaragua              | 7 - 9  |           |
| 4 août | 10h00 | Masaya  | Taiwan                 | France                 | 10 - 0 | 7 manches |
| 4 août | 14h00 | Leon    | Cuba                   | Colombie               | 7 - 1  | 8 manches |
| 4 août | 19h30 | Masaya  | Australie              | Italie                 | 7 - 8  |           |
| 4 août | 21h30 | Managua | Nicaragua              | République Dominicaine | 3 - 0  |           |
| 5 août | 10h00 | Managua | Italie                 | Cuba                   | 1 - 14 | 7 manches |
| 5 août | 14h00 | Granada | Colombie               | France                 | 5 - 0  |           |
| 5 août | 18h30 | Masaya  | République Dominicaine | Taiwan                 | 0 - 5  |           |
| 5 août | 18h30 | Managua | Nicaragua              | Australie              | 12 - 7 |           |
| 6 août | 15h00 | Masaya  | République Dominicaine | Cuba                   | 0 - 12 | 8 manches |
| 6 août | 15h00 | Managua | Taiwan                 | Nicaragua              | 1 - 7  |           |
| 6 août | 14h00 | Granada | France                 | Australie              | 4 - 14 | 8 manches |
| 6 août | 19h30 | Managua | Italie                 | Colombie               | 9 - 4  |           |
| 7 août | 10h00 | Managua | Nicaragua              | Italie                 | 14 - 6 |           |
| 7 août | 10h00 | Masaya  | Australie              | Colombie               | 11 - 4 |           |
| 7 août | 15h00 | Masaya  | France                 | République Dominicaine | 0 - 8  |           |
| 7 août | 11h00 | Masaya  | Cuba                   | Taiwan                 | 7 - 1  |           |
| 8 août | 10h00 | Granada | Australie              | République Dominicaine | 3 - 0  |           |
| 8 août | 14h00 | Granada | France                 | Italie                 | 5 - 15 | 7 manches |
| 8 août | 15h00 | Managua | Colombie               | Taiwan                 | 1 - 11 | 8 manches |
| 8 août | 18h30 | Managua | Nicaragua              | Cuba                   | 1 - 12 | 8 manches |
| 9 août | 10h00 | Managua | République Dominicaine | Colombie               | 5 - 8  |           |
| 9 août | 14h00 | Leon    | Cuba                   | Australie              | 7 - 3  |           |
| 9 août | 15h00 | Managua | France                 | Nicaragua              | 0 - 4  |           |
| 9 août | 18h30 | Managua | Taiwan                 | Italie                 | 9 - 12 |           |

| Pl. | Équipe           | J | V | D | PM | PC | %     |
| --- | ---------------- | - | - | - | -- | -- | ----- |
| 1   | Cuba             | 7 | 7 | 0 | 83 | 8  | 1.000 |
| 2   | Nicaragua        | 7 | 6 | 1 | 50 | 33 | .857  |
| 3   | Italie           | 7 | 4 | 3 | 51 | 57 | .571  |
| 4   | Taïwan           | 7 | 4 | 3 | 49 | 36 | .571  |
| 5   | Australie        | 7 | 3 | 4 | 54 | 47 | .429  |
| 6   | Colombie         | 7 | 2 | 5 | 30 | 52 | .286  |
| 7   | Rép. dominicaine | 7 | 2 | 5 | 17 | 31 | .286  |
| 8   | France           | 7 | 0 | 7 | 10 | 80 | .000  |

J : rencontres jouées, V : victoires, D : défaites, PM : points marqués, PC : points concédés, % : pourcentage de victoire.

#### Groupe B
| Date   | Heure | Stade   | Recevant     | Visiteur     | Score  | Notes      |
| ------ | ----- | ------- | ------------ | ------------ | ------ | ---------- |
| 3 août | 09h30 | Masaya  | Canada       | États-Unis   | 2 - 13 |            |
| 3 août | 10h00 | Granada | Corée du Sud | Suède        | 16 - 0 | 7 manches  |
| 3 août | 10h00 | Managua | Panama       | Puerto Rico  | 3 - 2  |            |
| 3 août | 14h30 | Leon    | Pays-Bas     | Japon        | 2 - 8  |            |
| 4 août | 09h00 | Granada | Japon        | Panama       | 17 - 1 | 7 manches  |
| 4 août | 10h00 | Granada | États-Unis   | Pays-Bas     | 9 - 2  |            |
| 4 août | 14h00 | Granada | Suède        | Puerto Rico  | 3 - 10 | 8 manches  |
| 4 août | 17h00 | Managua | Canada       | Corée du Sud | 3 - 4  |            |
| 5 août | 10h00 | Masaya  | États-Unis   | Suède        | 9 - 0  |            |
| 5 août | 14h00 | Leon    | Puerto Rico  | Canada       | 13 - 5 |            |
| 5 août | 15h00 | Managua | Corée du Sud | Japon        | 1 - 12 | 8 manches  |
| 5 août | 15h00 | Masaya  | Panama       | Pays-Bas     | 4 - 2  |            |
| 6 août | 10h00 | Managua | Panama       | Corée du Sud | 4 - 13 |            |
| 6 août | 10h00 | Masaya  | Pays-Bas     | Canada       | 4 - 2  |            |
| 6 août | 14h00 | Leon    | Suède        | Japon        | 0 - 15 | 7 manches  |
| 6 août | 18h30 | Masaya  | Puerto Rico  | États-Unis   | 10 - 6 |            |
| 7 août | 10h00 | Leon    | Panama       | Canada       | 5 - 3  |            |
| 7 août | 14h00 | Granada | Suède        | Pays-Bas     | 2 - 7  |            |
| 7 août | 15h00 | Managua | Corée du Sud | Puerto Rico  | 12 - 3 |            |
| 7 août | 18h30 | Managua | Japon        | États-Unis   | 6 - 0  |            |
| 8 août | 10h00 | Managua | Canada       | Suède        | 3 - 6  | 11 manches |
| 8 août | 14h00 | Leon    | Pays-Bas     | Corée du Sud | 3 - 6  |            |
| 8 août | 15h00 | Masaya  | Puerto Rico  | Japon        | 4 - 14 | 7 manches  |
| 8 août | 19h00 | Granada | Panama       | États-Unis   | 10 - 4 |            |
| 9 août | 10h00 | Masaya  | Suède        | Panama       | 0 - 6  |            |
| 9 août | 14h00 | Granada | Pays-Bas     | Puerto Rico  | 4 - 3  |            |
| 9 août | 15h00 | Masaya  | Japon        | Canada       | 7 - 9  |            |
| 9 août | 18h30 | Granada | Corée du Sud | États-Unis   | 5 - 7  |            |

| Pl. | Équipe       | J | V | D | PM | PC | %    |
| --- | ------------ | - | - | - | -- | -- | ---- |
| 1   | Japon        | 7 | 6 | 1 | 79 | 17 | .857 |
| 2   | Corée du Sud | 7 | 5 | 2 | 57 | 32 | .714 |
| 3   | Panama       | 7 | 5 | 2 | 33 | 41 | .714 |
| 4   | États-Unis   | 7 | 4 | 3 | 48 | 35 | .571 |
| 5   | Pays-Bas     | 7 | 3 | 4 | 24 | 34 | .429 |
| 6   | Porto Rico   | 7 | 3 | 4 | 45 | 47 | .429 |
| 7   | Canada       | 7 | 1 | 6 | 27 | 52 | .143 |
| 8   | Suède        | 7 | 1 | 6 | 11 | 66 | .143 |

J : rencontres jouées, V : victoires, D : défaites, PM : points marqués, PC : points concédés, % : pourcentage de victoire.

### Phase finale
|  | Quarts de finale          | Quarts de finale          |                           |                           | Demi-finales              | Demi-finales              |   |  | Finale                    | Finale                    |
|  | Quarts de finale          | Quarts de finale          |                           |                           | Demi-finales              | Demi-finales              |   |  | Finale                    | Finale                    |
|  |                           |                           |                           |                           |                           |                           |   |  |                           |                           |
|  | 11 août - 10h00 (Masaya)  | 11 août - 10h00 (Masaya)  |                           |                           | 13 août - 10h00 (Managua) | 13 août - 10h00 (Managua) |   |  | 14 août - 17h00 (Managua) | 14 août - 17h00 (Managua) |
|  | 11 août - 10h00 (Masaya)  | 11 août - 10h00 (Masaya)  |                           |                           | 13 août - 10h00 (Managua) | 13 août - 10h00 (Managua) |   |  | 14 août - 17h00 (Managua) | 14 août - 17h00 (Managua) |
|  | Corée du Sud              | 13                        |                           |                           | 13 août - 10h00 (Managua) | 13 août - 10h00 (Managua) |   |  | 14 août - 17h00 (Managua) | 14 août - 17h00 (Managua) |
|  | Corée du Sud              | 13                        |                           |                           | 13 août - 10h00 (Managua) | 13 août - 10h00 (Managua) |   |  | 14 août - 17h00 (Managua) | 14 août - 17h00 (Managua) |
|  | Italie                    | 2                         |                           |                           | 13 août - 10h00 (Managua) | 13 août - 10h00 (Managua) |   |  | 14 août - 17h00 (Managua) | 14 août - 17h00 (Managua) |
|  | Italie                    | 2                         | Japon                     | 0                         |                           |                           |   |  | 14 août - 17h00 (Managua) | 14 août - 17h00 (Managua) |
|  | 11 août - 10h00 (Managua) |                           | Japon                     | 0                         |                           |                           |   |  | 14 août - 17h00 (Managua) | 14 août - 17h00 (Managua) |
|  |                           | Corée du Sud              | 9                         |                           |                           |                           |   |  | 14 août - 17h00 (Managua) | 14 août - 17h00 (Managua) |
|  | Japon                     | Corée du Sud              | 9                         | 6                         |                           |                           |   |  | 14 août - 17h00 (Managua) | 14 août - 17h00 (Managua) |
|  | Japon                     |                           |                           | 6                         |                           |                           |   |  | 14 août - 17h00 (Managua) | 14 août - 17h00 (Managua) |
|  | Taïwan                    | 5                         |                           |                           |                           |                           |   |  | 14 août - 17h00 (Managua) | 14 août - 17h00 (Managua) |
|  | Taïwan                    | 5                         | Corée du Sud              | 1                         |                           |                           |   |  |                           |                           |
|  | 11 août - 18h00 (Masaya)  |                           | Corée du Sud              | 1                         |                           |                           |   |  |                           |                           |
|  |                           | Cuba                      | 6                         |                           |                           |                           |   |  |                           |                           |
|  | Cuba                      | Cuba                      | 6                         | 15                        |                           |                           |   |  |                           |                           |
|  | Cuba                      | 13 août - 17h00 (Managua) |                           | 15                        |                           |                           |   |  |                           |                           |
|  | États-Unis                | 2                         |                           |                           |                           |                           |   |  |                           |                           |
|  | États-Unis                | 2                         | Cuba                      | 13                        |                           |                           |   |  |                           |                           |
|  | 11 août - 18h00 (Managua) | 11 août - 18h00 (Managua) | Cuba                      | 13                        | Match pour la 3e place    | Match pour la 3e place    |   |  |                           |                           |
|  | 11 août - 18h00 (Managua) | 11 août - 18h00 (Managua) |                           | Nicaragua                 | Match pour la 3e place    | Match pour la 3e place    | 1 |  |                           |                           |
|  | Nicaragua                 | 10                        | 14 août - 10h00 (Managua) | 14 août - 10h00 (Managua) |                           |                           | 1 |  |                           |                           |
|  | Nicaragua                 | 10                        | 14 août - 10h00 (Managua) | 14 août - 10h00 (Managua) |                           |                           |   |  |                           |                           |
|  | Panama                    | 4                         |                           | Nicaragua                 | 1                         |                           |   |  |                           |                           |
|  | Panama                    | 4                         |                           | Nicaragua                 | 1                         |                           |   |  |                           |                           |
|  |                           |                           |                           |                           |                           |                           |   |  | Japon                     | 8                         |
|  |                           |                           |                           |                           |                           |                           |   |  | Japon                     | 8                         |